# Liste des champions du monde poids super-plumes de boxe anglaise
Liste des champions du monde de boxe poids super-plumes reconnus par les organisations suivantes :
- La WBA[2] (World Boxing Association), fondée en 1921 et succédant à la NBA (National Boxing Association) en 1962,
- La WBC[3] (World Boxing Council), fondée en 1963,
- L'IBF[4] (International Boxing Federation), fondée en 1983,
- La WBO[5] (World Boxing Organization), fondée en 1988.

Avant 1921, les champions du monde étaient reconnus en tant que tel par le public sans qu’il n’y ait d’organisme particulier pour gérer l’attribution de ce titre.
Mise à jour : 28 mai 2025
| Gain du titre | Perte du titre     | Champion                | Champion               | Reconnaissance      | Défenses |
| --- | ------------------ | ----------------------- | ---------------------- | ------------------- | -------- |
| 18 novembre 1921 | 30 mai 1923        | Johnny Dundee           | États-Unis             | Unanime             | 4        |
| 30 mai 1923 | 17 décembre 1923   | Jack Bernstein          | États-Unis             | Unanime             | 1        |
| 17 décembre 1923 | 20 juin 1924       | Johnny Dundee           | États-Unis             | Unanime             | 0        |
| 20 juin 1924 | 15 décembre 1924   | Steve Sullivan          | États-Unis             | Unanime             | 2        |
| 15 décembre 1924 | 2 décembre 1925    | Mike Ballerino          | États-Unis             | Unanime             | 3        |
| 2 décembre 1925 | 20 décembre 1929   | Tod Morgan              | États-Unis             | Unanime             | 12       |
| 20 décembre 1929 | 15 juillet 1931    | Benny Bass              | États-Unis             | Unanime             | 2/3      |
| 15 juillet 1931 | 25 décembre 1933   | Kid Chocolate           | Cuba                   | Unanime             | 7        |
| 25 décembre 1933 | 1934               | Frankie Klick           | États-Unis             | Unanime             | 0        |
| Klick laisse son titre vacant pour affronter Barney Ross en super-légers. |                    |                         |                        |                     |          |
| 20 juillet 1959 | 16 mars 1960       | Harold Gomes            | États-Unis             | Unanime             | 0        |
| 16 mars 1960 | 15 juin 1967       | Flash Elorde            | Philippines            | Unanime (WBA & WBC) | 9        |
| 15 juin 1967 | 14 décembre 1967   | Yoshiaki Numata         | Japon                  | Unanime (WBA & WBC) | 0        |
| 14 décembre 1967 | 19 janvier 1969    | Hiroshi Kobayashi       | Japon                  | Unanime (WBA & WBC) | 2        |
| Kobayashi est destitué par la WBC le 19 janvier 1969 pour ne pas avoir affronté Rene Barrientos alors que le combat entre les deux hommes avait été signé. |                    |                         |                        |                     |          |
| 19 janvier 1969 | 29 juillet 1971    | Hiroshi Kobayashi       | Japon                  | WBA                 | 4        |
| 15 février 1969 | 5 avril 1970       | Rene Barrientos         | Philippines            | WBC                 | 0        |
| 5 avril 1970 | 10 octobre 1971    | Yoshiaki Numata         | Japon                  | WBC                 | 3        |
| 29 juillet 1971 | 25 avril 1972      | Alfredo Marcano         | Venezuela              | WBA                 | 1        |
| 10 octobre 1971 | 28 février 1974    | Ricardo Arredondo       | Mexique                | WBC                 | 5        |
| 25 avril 1972 | 12 mars 1973       | Ben Villaflor           | Philippines            | WBA                 | 1        |
| 12 mars 1973 | 17 octobre 1973    | Kuniaki Shibata         | Japon                  | WBA                 | 1        |
| 17 octobre 1973 | 16 octobre 1976    | Ben Villaflor           | Philippines            | WBA                 | 5        |
| 28 février 1974 | 5 juillet 1975     | Kuniaki Shibata         | Japon                  | WBC                 | 3        |
| 5 juillet 1975 | 28 janvier 1978    | Alfredo Escalera        | Porto Rico             | WBC                 | 10       |
| 16 octobre 1976 | 2 août 1980        | Samuel Serrano          | Porto Rico             | WBA                 | 10       |
| 28 janvier 1978 | 27 avril 1980      | Alexis Argüello         | Nicaragua              | WBC                 | 8        |
| Argüello laisse son titre vacant pour combattre en poids légers. Il sera champion WBC de cette catégorie le 3 octobre 1981 aux dépens de Ray Mancini. |                    |                         |                        |                     |          |
| 2 août 1980 | 9 avril 1981       | Yasutsune Uehara        | Japon                  | WBA                 | 1        |
| 11 décembre 1980 | 8 mars 1981        | Rafael Limón            | Mexique                | WBC                 | 0        |
| 8 mars 1981 | 29 août 1981       | Cornelius Boza Edwards  | Ouganda                | WBC                 | 1        |
| 9 avril 1981 | 19 janvier 1983    | Samuel Serrano          | Porto Rico             | WBA                 | 3        |
| 29 août 1981 | 29 mai 1982        | Rolando Navarrete       | Philippines            | WBC                 | 1        |
| 29 mai 1982 | 11 décembre 1982   | Rafael Limón            | Mexique                | WBC                 | 1        |
| 11 décembre 1982 | 27 juin 1983       | Bobby Chacon            | États-Unis             | WBC                 | 1        |
| Chacon est destitué par la WBC le 27 juin 1983 pour ne pas avoir affronté Héctor Camacho. |                    |                         |                        |                     |          |
| 19 janvier 1983 | 26 février 1984    | Roger Mayweather        | États-Unis             | WBA                 | 2        |
| 7 août 1983 | 1984               | Héctor Camacho          | Porto Rico             | WBC                 | 1        |
| Camacho laisse sa ceinture vacante et devient champion du monde WBC des poids légers le 10 août 1985 en battant Jose Luis Ramirez. |                    |                         |                        |                     |          |
| 26 février 1984 | 19 mai 1985        | Rocky Lockridge         | États-Unis             | WBA                 | 2        |
| 22 avril 1984 | 15 février 1985    | Hwan-Kil Yuh            | Corée du Sud           | IBF                 | 1        |
| 13 septembre 1984 | 1987               | Julio César Chávez      | Mexique                | WBC                 | 9        |
| Chávez laisse son titre WBC vacant et devient champion du monde WBA des poids légers le 21 novembre 1987 en stoppant à la 11e reprise Edwin Rosario. |                    |                         |                        |                     |          |
| 15 février 1985 | 12 juillet 1985    | Lester Ellis            | Australie              | IBF                 | 1        |
| 19 mai 1985 | 24 mai 1986        | Wilfredo Gómez          | Porto Rico             | WBA                 | 0        |
| 12 juillet 1985 | 9 août 1987        | Barry Michael           | Australie              | IBF                 | 3        |
| 24 mai 1986 | 27 septembre 1986  | Alfredo Layne           | Panama                 | WBA                 | 0        |
| 27 septembre 1986 | 1991               | Brian Mitchell          | Afrique du Sud         | WBA                 | 12       |
| Mitchell fait match nul contre Tony Lopez dans un combat de réunification des ceintures WBA & IBF le 15 mars 1991 puis est destitué par la WBA pour avoir choisi d’affronter une seconde fois Lopez, titre IBF en jeu, le 13 septembre 1991. |                    |                         |                        |                     |          |
| 9 août 1987 | 23 juillet 1988    | Rocky Lockridge         | États-Unis             | IBF                 | 2        |
| 29 février 1988 | 7 mai 1994         | Azumah Nelson           | Ghana                  | WBC                 | 10       |
| 23 juillet 1988 | 7 octobre 1989     | Tony Lopez              | États-Unis             | IBF                 | 3        |
| 29 avril 1989 | 1989               | John John Molina        | Porto Rico             | WBO                 | 0        |
| Molina, 1er champion WBO des super-plumes, laisse son titre vacant pour affronter le champion IBF de la catégorie, Tony Lopez. Il l’emporte au 10e round le 7 octobre 1989. |                    |                         |                        |                     |          |
| 7 octobre 1989 | 20 mai 1990        | John John Molina        | Porto Rico             | IBF                 | 1        |
| 9 décembre 1989 | 21 mars 1992       | Kamel Bou Ali           | Tunisie                | WBO                 | 2        |
| 20 mai 1990 | 13 septembre 1991  | Tony Lopez              | États-Unis             | IBF                 | 3        |
| 28 juin 1991 | 1991               | Joey Gamache            | États-Unis             | WBA                 | 0        |
| Gamache laisse son titre vacant et devient champion WBA des poids légers le 13 juin 1992 en battant le coréen Chil-Sung Chun. |                    |                         |                        |                     |          |
| 13 septembre 1991 | 1991               | Brian Mitchell          | Afrique du Sud         | IBF                 | 0        |
| Mitchell annonce qu’il met un terme à sa carrière et laisse son titre IBF vacant. |                    |                         |                        |                     |          |
| 22 novembre 1991 | Avril 1995         | Genaro Hernandez        | États-Unis             | WBA                 | 8        |
| Hernandez renonce à son titre WBA en avril 1995 pour affronter Oscar de la Hoya, ceinture WBO des poids légers en jeu. Il s’inclinera à la 6e reprise le 9 septembre 1995. |                    |                         |                        |                     |          |
| 22 février 1992 | 1995               | John John Molina        | Porto Rico             | IBF                 | 7        |
| Molina laisse également son titre vacant pour affronter Oscar de la Hoya, titre WBO des poids légers en jeu. Sans davantage de succès (défaite aux points). |                    |                         |                        |                     |          |
| 21 mars 1992 | 4 septembre 1992   | Daniel Londas           | France                 | WBO                 | 0        |
| 4 septembre 1992 | 5 mars 1994        | Jimmi Bredahl           | Danemark               | WBO                 | 1        |
| 5 mars 1994 | 1994               | Oscar de la Hoya        | États-Unis             | WBO                 | 1        |
| De la Hoya laisse son titre WBO vacant et s’empare de celui des poids légers le 18 novembre 1994 aux dépens de Carl Griffith. |                    |                         |                        |                     |          |
| 7 mai 1994 | 17 septembre 1994  | Jesse James Leija       | États-Unis             | WBC                 | 0        |
| 17 septembre 1994 | 1er décembre 1995  | Gabriel Ruelas          | Mexique                | WBC                 | 2        |
| 24 septembre 1994 | 1997               | Regilio Tuur            | Pays-Bas               | WBO                 | 6        |
| Tuur laisse sa ceinture WBO vacante. |                    |                         |                        |                     |          |
| 22 avril 1995 | 9 juillet 1995     | Eddie Hopson            | États-Unis             | IBF                 | 0        |
| 9 juillet 1995 | 15 décembre 1995   | Tracy Harris Patterson  | États-Unis             | IBF                 | 0        |
| 21 octobre 1995 | 5 septembre 1998   | Yong Soo Choi           | Corée du Sud           | WBA                 | 7        |
| 1er décembre 1995 | 22 mars 1997       | Azumah Nelson           | Ghana                  | WBC                 | 1        |
| 15 décembre 1995 | 1998               | Arturo Gatti            | Canada                 | IBF                 | 3        |
| Gatti laisse son titre IBF vacant. |                    |                         |                        |                     |          |
| 22 mars 1997 | 3 octobre 1998     | Genaro Hernandez        | États-Unis             | WBC                 | 3        |
| 19 décembre 1997 | 1998               | Barry Jones             | Royaume-Uni            | WBO                 | 0        |
| Jones laisse son titre vacant puis sera battu par Acelino Freitas le 15 janvier 2000 dans sa tentative de reconquête de cette ceinture WBO. |                    |                         |                        |                     |          |
| 13 mars 1998 | 23 octobre 1999    | Roberto Garcia          | États-Unis             | IBF                 | 2        |
| 16 mai 1998 | 7 août 1999        | Anatoly Alexandrov      | Kazakhstan             | WBO                 | 1        |
| 5 septembre 1998 | 27 juin 1999       | Takanori Hatakeyama     | Japon                  | WBA                 | 1        |
| 3 octobre 1998 | 2002               | Floyd Mayweather Jr.    | États-Unis             | WBC                 | 8        |
| Mayweather laisse sa ceinture vacante et devient champion WBC des poids légers le 20 avril 2002 en battant aux points Jose Luis Castillo. |                    |                         |                        |                     |          |
| 27 juin 1999 | 31 octobre 1999    | Lakva Sim               | Mongolie               | WBA                 | 0        |
| 7 août 1999 | 12 janvier 2002    | Acelino Freitas         | Brésil                 | WBO                 | 7        |
| 23 octobre 1999 | Septembre 2000     | Diego Corrales          | États-Unis             | IBF                 | 3        |
| Corrales laisse son titre IBF vacant après sa victoire face à Angel Manfredy le 2 septembre 2000 pour affronter le champion WBC de la catégorie, Floyd Mayweather Jr. Il sera battu le 20 janvier 2001 à la 10e reprise. |                    |                         |                        |                     |          |
| 31 octobre 1999 | 21 mai 2000        | Jong Kwon Baek          | Corée du Sud           | WBA                 | 1        |
| 21 mai 2000 | 12 janvier 2002    | Joel Casamayor          | Cuba                   | WBA                 | 4        |
| 3 décembre 2000 | 17 août 2002       | Steve Forbes            | États-Unis             | IBF                 | 1        |
| Forbes est destitué par l’IBF pour ne pas avoir respecté la limite de poids réglementaire avant son combat (victorieux) contre David Santos le 18 août 2002. |                    |                         |                        |                     |          |
| 12 janvier 2002 | 15 janvier 2004    | Acelino Freitas         | Brésil                 | WBA & WBO           | 3        |
| Freitas remporte le titre WBO des poids légers le 3 janvier 2004 en battant aux points Artur Grigorian puis laisse ses titres WBA & WBO des super-plumes vacants. En tant que champion régulier WBA de la catégorie depuis avril 2002, le boxeur Thaïlandais Yodsanan Sor Nanthachai devient avec le retrait du super champion Freitas le champion à part entière de cette fédération. |                    |                         |                        |                     |          |
| 24 août 2002 | 15 août 2003       | Sirimongkol Singwangcha | Thaïlande              | WBC                 | 1        |
| 1er février 2003 | 31 juillet 2004    | Carlos Hernández        | États-Unis             | IBF                 | 1        |
| 15 août 2003 | 28 février 2004    | Jesús Chávez            | Mexique                | WBC                 | 0        |
| 15 janvier 2004 | 30 avril 2005      | Yodsanan Sor Nanthachai | Thaïlande              | WBA                 | 2        |
| 28 février 2004 | 31 juillet 2004    | Érik Morales            | Mexique                | WBC                 | 1        |
| 6 mars 2004 | 2004               | Diego Corrales          | États-Unis             | WBO                 | 0        |
| Corrales laisse son titre vacant pour combattre en poids légers. Le 7 août 2004, il bat Acelino Freitas est remporte la ceinture WBO de cette catégorie. |                    |                         |                        |                     |          |
| 15 juillet 2004 | 7 avril 2005       | Mike Anchondo           | États-Unis             | WBO                 | 0        |
| Anchondo est destitué par la WBO la veille de son combat contre Jorge Rodrigo Barrios (organisé le 8 avril 2005 et perdu par Anchondo) pour avoir dépassé la limite de poids autorisée lors de la pesée officielle. |                    |                         |                        |                     |          |
| 31 juillet 2004 | Août 2004          | Érik Morales            | Mexique                | WBC & IBF           | 0        |
| Morales décide de remettre sa ceinture WBC en jeu contre Marco Antonio Barrera alors que l’IBF prévoyait un combat contre son challengeur officiel Robbie Peden. Ce choix amène l’IBF à destituer Morales. |                    |                         |                        |                     |          |
| Août 2004 | 27 novembre 2004   | Érik Morales            | Mexique                | WBC                 | 1        |
| 27 novembre 2004 | 17 septembre 2005  | Marco Antonio Barrera   | Mexique                | WBC                 | 2        |
| 23 février 2005 | 17 septembre 2005  | Robbie Peden            | Australie              | IBF                 | 0        |
| 8 avril 2005 | 15 septembre 2006  | Jorge Rodrigo Barrios   | Argentine              | WBO                 | 2        |
| Barrios est à son tour destitué par la WBO la veille de son combat contre Joan Guzmán (organisé le 16 septembre 2006 et perdu par Barrios) pour avoir dépassé la limite de poids autorisée lors de la pesée officielle. |                    |                         |                        |                     |          |
| 30 avril 2005 | 5 août 2006        | Vicente Mosquera        | Panama                 | WBA                 | 1        |
| 17 septembre 2005 | 2006               | Marco Antonio Barrera   | Mexique                | WBC & IBF           | 0        |
| Barrera est destitué par l’IBF. |                    |                         |                        |                     |          |
| 2006 | 17 mars 2007       | Marco Antonio Barrera   | Mexique                | WBC                 | 2        |
| 31 mai 2006 | 29 juillet 2006    | Cassius Baloyi          | Afrique du Sud         | IBF                 | 0        |
| 29 juillet 2006 | 4 novembre 2006    | Gairy St. Clair         | Australie              | IBF                 | 0        |
| 5 août 2006 | 3 septembre 2008   | Edwin Valero            | Venezuela              | WBA                 | 4        |
| Valero abandonne son titre WBA le 3 septembre 2008 pour combattre en poids légers. |                    |                         |                        |                     |          |
| 16 septembre 2006 | 15 mai 2008        | Joan Guzmán             | République dominicaine | WBO                 | 2        |
| Guzman conserve sa ceinture face à Humberto Soto le 17 novembre 2007 puis décide de poursuivre sa carrière en poids légers. Alex Arthur, champion par intérim depuis le 21 juillet 2007, devient champion du monde WBO à part entière le 15 mai 2008. |                    |                         |                        |                     |          |
| 4 novembre 2006 | 20 avril 2007      | Malcolm Klassen         | Afrique du Sud         | IBF                 | 0        |
| 17 mars 2007 | 15 mars 2008       | Juan Manuel Márquez     | Mexique                | WBC                 | 1        |
| 20 avril 2007 | 12 avril 2008      | Mzonke Fana             | Afrique du Sud         | IBF                 | 1        |
| 15 mars 2008 | Juillet 2008       | Manny Pacquiao          | Philippines            | WBC                 | 0        |
| Pacquiao laisse son titre vacant en juillet 2008 après avoir remporté le 28 juin une 4e couronne mondiale dans 4 catégories différentes en battant par arrêt de l’arbitre à la 9e reprise le champion WBC des poids légers David Diaz. |                    |                         |                        |                     |          |
| 12 avril 2008 | 18 avril 2009      | Cassius Baloyi          | Afrique du Sud         | IBF                 | 1        |
| 15 mai 2008 | 6 septembre 2008   | Alex Arthur             | Royaume-Uni            | WBO                 | 0        |
| 6 septembre 2008 | 14 mars 2009       | Nicky Cook              | Royaume-Uni            | WBO                 | 0        |
| 28 novembre 2008 | 10 octobre 2009    | Jorge Linares           | Venezuela              | WBA                 | 1        |
| 20 décembre 2008 | Mars 2010          | Humberto Soto           | Mexique                | WBC                 | 3        |
| Soto remporte la ceinture WBC des poids légers aux dépens de David Diaz et laisse ensuite celle des super-plumes vacante. |                    |                         |                        |                     |          |
| 14 mars 2009 | 4 septembre 2010   | Román Martínez          | Porto Rico             | WBO                 | 2        |
| 18 avril 2009 | 22 août 2009       | Malcolm Klassen         | Afrique du Sud         | IBF                 | 0        |
| 22 août 2009 | 17 février 2010    | Robert Guerrero         | États-Unis             | IBF                 | 0        |
| Guerrero laisse son titre IBF vacant. |                    |                         |                        |                     |          |
| 10 octobre 2009 | 11 janvier 2010    | Juan Carlos Salgado     | Mexique                | WBA                 | 0        |
| 11 janvier 2010 | 27 avril 2016      | Takashi Uchiyama        | Japon                  | WBA                 | 11       |
| 22 mai 2010 | 26 novembre 2010   | Vitali Tajbert          | Allemagne              | WBC                 | 0        |
| 1er septembre 2010 | Mai 2011           | Mzonke Fana             | Afrique du Sud         | IBF                 | 0        |
| Fana est destitué par l'IBF pour ne pas avoir remis son titre en jeu dans le délai imparti. |                    |                         |                        |                     |          |
| 4 septembre 2010 | 15 septembre 2011  | Ricky Burns             | Royaume-Uni            | WBO                 | 3        |
| Burns laisse son titre WBO vacant et poursuit sa carrière dans la catégorie de poids supérieure. |                    |                         |                        |                     |          |
| 26 novembre 2010 | 27 octobre 2012    | Takahiro Aoh            | Japon                  | WBC                 | 3        |
| 10 septembre 2011 | 9 mars 2013        | Juan Carlos Salgado     | Mexique                | IBF                 | 3        |
| 26 novembre 2011 | 20 juillet 2012    | Adrien Broner           | États-Unis             | WBO                 | 1        |
| Broner est destitué le 20 juillet 2012 pour ne pas avoir respecté la limite de poids autorisée à la veille de son combat contre Vicente Escobedo. |                    |                         |                        |                     |          |
| 15 septembre 2012 | 9 novembre 2013    | Román Martínez          | Porto Rico             | WBO                 | 2        |
| 27 octobre 2012 | 8 avril 2013       | Gamaliel Díaz           | Mexique                | WBC                 | 0        |
| 9 mars 2013 | 10 juillet 2014    | Argenis Mendez          | République dominicaine | IBF                 | 1        |
| 8 avril 2013 | 21 novembre 2015   | Takashi Miura           | Japon                  | WBC                 | 4        |
| 9 novembre 2013 | 15 octobre 2014    | Mikey García            | États-Unis             | WBO                 | 1        |
| Garcia laisse son titre WBO vacant le 15 octobre 2014. |                    |                         |                        |                     |          |
| 10 juillet 2014 | Février 2015       | Rances Barthelemy       | Cuba                   | IBF                 | 1        |
| Barthelemy laisse son titre IBF vacant. |                    |                         |                        |                     |          |
| 11 avril 2015 | 11 juin 2016       | Román Martínez          | Porto Rico             | WBO                 | 1        |
| 13 juin 2015 | 14 janvier 2017    | José Pedraza            | Porto Rico             | IBF                 | 2        |
| 21 novembre 2015 | 28 janvier 2017    | Francisco Vargas        | Mexique                | WBC                 | 1        |
| 27 avril 2016 | 21 octobre 2017    | Jezreel Corrales        | Panama                 | WBA                 | 2        |
| 11 juin 2016 | 23 mai 2018        | Vasyl Lomachenko        | Ukraine                | WBO                 | 4        |
| Lomachenko laisse son titre vacant le 23 mai 2018 peu après avoir remporté la ceinture WBA des poids légers. |                    |                         |                        |                     |          |
| 14 janvier 2017 | 25 août 2017       | Gervonta Davis          | États-Unis             | IBF                 | 1        |
| Davis est dépossédé de son titre le 25 août 2017 en raison de surpoids par rapport à sa catégorie la veille de son combat contre Francisco Fonseca. |                    |                         |                        |                     |          |
| 28 janvier 2017 | 20 février 2021    | Miguel Berchelt         | Mexique                | WBC                 | 5        |
| 21 octobre 2017 | 21 avril 2018      | Alberto Machado         | Porto Rico             | WBA                 | 0        |
| 21 avril 2018 | 1er septembre 2019 | Gervonta Davis          | États-Unis             | WBA                 | 2        |
| Gervonta Davis remporte le titre de super champion WBA le 21 avril 2018 en battant Jesus Cuellar alors que dans le même temps Alberto Machado était champion à part entière. Il laisse son titre vacant le 1er septembre 2019 pour combattre en poids légers. |                    |                         |                        |                     |          |
| 28 juillet 2018 | 25 mai 2019        | Masayuki Ito            | Japon                  | WBO                 | 1        |
| 3 août 2018 | 30 janvier 2020    | Tevin Farmer            | États-Unis             | IBF                 | 4        |
| 25 mai 2019 | 23 octobre 2021    | Jamel Herring           | États-Unis             | WBO                 | 3        |
| 23 novembre 2019 | 31 octobre 2020    | Léo Santa Cruz          | Mexique                | WBA                 | 0        |
| 30 janvier 2020 | 12 février 2021    | Joseph Diaz             | États-Unis             | IBF                 | 0        |
| Diaz est destitué par l’IBF pour ne pas avoir respecté la limite de poids réglementaire avant son combat contre Shavkatdzhon Rakhimov le 12 février 2021. Ceinture IBF vacante actuellement. |                    |                         |                        |                     |          |
| 31 octobre 2020 | 28 août 2021       | Gervonta Davis          | États-Unis             | WBA                 | 0        |
| Davis laisse son titre WBA vacant. |                    |                         |                        |                     |          |
| 20 février 2021 | 30 avril 2022      | Óscar Valdez            | Mexique                | WBC                 | 1        |
| 28 août 2021 | 20 août 2022       | Roger Gutiérrez         | Venezuela              | WBA                 | 0        |
| 23 octobre 2021 | 30 avril 2022      | Shakur Stevenson        | États-Unis             | WBO                 | 1        |
| 27 novembre 2021 | 4 juin 2022        | Kenichi Ogawa           | Japon                  | IBF                 | 0        |
| 30 avril 2022 | 22 septembre 2022  | Shakur Stevenson        | États-Unis             | WBC & WBO           | 0        |
| Stevenson est destitué le 22 septembre 2022 pour ne pas avoir respecté la limite de poids autorisée à la veille de son combat contre Robson Conceição. |                    |                         |                        |                     |          |
| 4 juin 2022 | 3 octobre 2022     | Joe Cordina             | Pays de Galles         | IBF                 | 0        |
| Cordina, blessé avant la défense de son titre, est destitué par l'IBF. |                    |                         |                        |                     |          |
| 20 août 2022 | 25 novembre 2023   | Héctor Luis García      | République dominicaine | WBA                 | 0        |
| 5 novembre 2022 | 22 avril 2023      | Shavkatdzhon Rakhimov   | Tadjikistan            | IBF                 | 0        |
| 3 février 2023 | En cours           | Emanuel Navarrete       | Mexique                | WBO                 |          |
| 11 février 2023 | 6 juillet 2024     | O'Shaquie Foster        | États-Unis             | WBC                 | 2        |
| 22 avril 2023 | 18 mai 2024        | Joe Cordina             | Pays de Galles         | IBF                 | 1        |
| 25 novembre 2023 | En cours           | Lamont Roach            | États-Unis             | WBA                 |          |
| 18 mai 2024 | 31 janvier 2025    | Anthony Cacace          | Irlande                | IBF                 | 0        |
| Cacace laisse son titre IBF vacant. |                    |                         |                        |                     |          |
| 6 juillet 2024 | 2 novembre 2024    | Robson Conceicao        | Brésil                 | WBC                 | 0        |
| 2 novembre 2024 | En cours           | O'Shaquie Foster        | États-Unis             | WBC                 |          |
| 28 mai 2025 | En cours           | Eduardo Núñez           | Mexique                | IBF                 |          |